# مودا (شهرستان هیو)
مودا (به لاتین: Muda) یک منطقهٔ مسکونی در استونی است که در دهستان اماسته واقع شده‌است.